# Краснотур'їнський міський округ
Краснотур'ї́нський міський округ (рос. Краснотурьинский городской округ) — адміністративна одиниця Свердловської області Російської Федерації.
Адміністративний центр — місто Краснотур'їнськ.

## Населення
Населення міського округу становить 62079 осіб (2018; 65062 у 2010, 70694 у 2002).

## Склад
До складу міського округу входять 6 населених пунктів:
| Населений пункт        | Населення, осіб (2002) | Населення, осіб (2010) |
| ---------------------- | ---------------------- | ---------------------- |
| Воронцовка, селище     | 999                    | 870                    |
| Воронцовка, селище     | 60                     | -                      |
| Краснотур'їнськ, місто | 64878                  | 59633                  |
| Прибрежний, селище     | 263                    | 243                    |
| Рудничний, селище      | 4271                   | 4035                   |
| Чорноріченськ, селище  | 223                    | 281                    |
| Шихан, селище          | 0                      | 0                      |

27 лютого 2007 року було ліквідовано селище Воронцовка.